# Ngọc Sơn, Thanh Chương
Ngọc Sơn là một xã thuộc huyện Thanh Chương, tỉnh Nghệ An, Việt Nam.

## Hành chính
Xã Ngọc Sơn gồm có 14 xóm gồm xóm 1; 2A; 2B; 3; 4; 5; 6; 7;8;9; 10; 11; 12; 13.

## Vị trí địa lý
Trước những năm 1889 là đất thuộc xã Hoa Lâm, tổng Xuân Lâm, huyện Nam Đường.
Sau năm 1889 là đất thuộc xã Hoa Lâm, tổng Xuân Lâm, thuộc huyện Thanh Chương.
Tháng 10 năm 1947 là đất thuộc xã Mai Lâm, huyện Thanh Chương.
Sau năm 1954 theo chủ trương của Ủy ban Hành chính kháng chiến liên khu IV, đất Ngọc Sơn ngày nay được chia làm các xã Thanh Lam, Thanh Nam.
Ngày 24/03/1969 theo quyết định số 159 - NV của Bộ trưởng Bộ Nội vụ về việc hợp nhất các xã, đất Ngọc Sơn bao gồm: Thanh Lam và Thanh Nam và ổn định địa giới cho đến tận ngày nay.
Địa giới xã Ngọc Sơn hiện nay giáp với các xã: Thanh Ngọc, Xuân Tường, Thanh Chi, Võ Liệt và xã Nam Hưng của huyện Nam Đàn. Xã Ngọc Sơn có các làng:
- làng Ngọc Sơn
- làng Phúc Xá
- làng Mục Muộng
- làng Mỹ Lương
- làng Lam Thắng
- làng Nam Giang
- làng Thượng đình (Nam thượng)
- làng Nguyệt Bổng (Nam hạ)
- làng Phong Nậm (Nam phong)

## Danh nhân
- Thời phong kiến:
  - Danh thần, danh tướng: Nguyễn Cảnh Chân, Nguyễn Cảnh Dị, Nguyễn Cảnh Huy, Nguyễn Cảnh Hoan,...
  - Các đại khoa: Tế tửu Quốc tử giám Nguyễn Phùng Thời, Tư nghiệp Quốc tử giám Nguyễn Bá Quýnh.
- Thời hiện đại:
  - Đảng viên thời kì 30-45: Lê Cảnh Nhượng, Nguyễn Văn Tiêu, Lê Cảnh Tốn, Lê Cảnh Mười, Lê Cảnh Xuân, Lê Cảnh Liệu, Lê Cảnh Cải, Lê Văn Địch, Lê Đình Bằng, Lê văn Tềnh,Nguyễn hữu Chuỷ, Nguyễn Trọng Cừ, Nguyễn Văn Uýnh, Nguyễn Văn Oanh, Nguyễn Yến, Nguyễn Công Tá, Nguyễn Bá Quế, Nguyễn Sân, Nguyễn Vinh, Phạm Bá Bật, Phạm Tình, Võ Đồng, Võ Luyến, Trần Trọng Lý, Hoàng Văn Liễn (Hoàng Văn Chính)...
  - Giáo sư, Tiến sĩ: Nguyễn Đăng Khôi, Lê Văn Tiềm, Lê Văn Tố, Nguyễn Hữu Bảng; PGS.TS Đặng Văn Lung, PGS.TS.Nguyễn Đăng Quế, PGS.TS. Trần Thị An...
  - Tiến sĩ: Nguyễn Đăng Vị, Nguyễn Đăng Sơn, Nguyễn Văn Sung, Phạm Bá Thanh, Lê Cảnh Nhuệ, Hoàng Văn Long, Nguyễn Việt Hà.
  - Tướng lĩnh: Thiếu tướng Nguyễn Phùng Hồng, Lê Đình Đệ.
  - Đại tá: Nguyễn Phùng Quế, Phạm Bá Hảo, Phạm Bá Quy, Nguyễn Đăng Quỳnh, Nguyễn Văn Giáp, Ngô Đình Sáu, Nguyễn Hồng Luân, Lê Văn Hợi, Nguyễn Văn Quán, Nguyễn Đăng Liêng, Nguyễn Hữu Na.
  - Nghệ sĩ nhân dân: Ngô Xuân Huyền; nhà văn Đặng Văn Ký, nhà báo Lê Minh Nghĩa, Nguyễn Thúy Hạnh
  - Nghệ nhân: Võ Thị Hồng Vân (Nghệ nhân ưu tú); Nguyễn Thị Vinh; Võ Trọng Thìn

## Di tích
- Đình Ngọc Sơn
- Đình Phúc Xá
- Đình Nguyệt Bổng
- Đền Cả: Thờ Cao Sơn, Cao Các, đô trung quốc thành hoàng, thượng thượng thượng đẳng thần.
- Đền Hai: Thờ Bản cảnh thành hoàng, đệ nhị vị, tùng bạt trung đẳng tôn thần.
- Đền Ba: Thờ Bản cảnh thành hoàng, đệ tam vị, càn phòng Ngọc Lĩnh tối tú linh thần, thượng đẳng thần.
- Đền Mỹ Lương: Thờ Bạch Y sơn cước tiên nương
- Đền Chuần
- Đền Thượng:Thờ cụ Phạm Đức Công
- Đền Cồn Chùa
- Đền Cồn Chạn
- Nhà thờ họ Lê Kim nơi Bác Hồ học chữ chữ Hán thời thơ ấu.
- Khe Hàn
- Cồn Kho
- Đập Cầu Lim
- Hầm ngầm xuyên rú Cấm.